# Fabien Audard
Fabien Audard (Toulouse, 28 de março de 1978) é um ex-futebolista francês que atuava como goleiro. 

## Carreira
Defendeu o Lorient.